# Archive
Archive — лондонський музичний гурт, чия музика поєднує електроніку, трип-хоп, авангард, пост-рок та прогресивний рок. 

## Учасники
Теперішні
- Даріус Кілер (Darius Keeler) — автор пісень, синтезатор, фортепіано, програмування, аранжування
- Денні Ґріффітс (Danny Griffiths) — автор пісень, синтезатор, семпли, програмування, аранжування
- Поллард Беррієр (Pollard Berrier) — автор пісень, вокал, гітара, програмування, аранжування
- Дейв Пен (Dave Pen) — автор пісень, вокал, гітара
- Марія К'ю (Maria Q) — вокал
- Стів Гарріс (Steve Harris) — гітара, бек-вокал
- Джонатан Нойс (Jonathan Noyce) — бас-гітара
- Стів Девіс (Steve "the menace" Davis) — бас-гітара
- Смайлі/Стів Барнард (Smiley/ Steve Barnard) — ударні
- Роско Джон (Rosko John) — автор пісень, вокал, MC
- Том Бразілль (Tom Brazelle) — гармоніка

Колишні
- Крейґ Вокер (Craig Walker) — вокал, гітар
- Метью Мартін (Matheu Martin) — ударні
- Сюзанна Вудер (Suzanne Wooder) — вокал
- Роя Араб (Roya Arab) — вокал
- Лі Померой (Lee Pomeroy) — бас-гітара

## Дискографія
Студійні альбоми
- Londinium (1996)
- Take My Head (1999)
- You All Look the Same to Me (2002)
- Noise (2004)
- Lights (2006)
- Controlling Crowds [Part I-III] (2009)
- Controlling Crowds – Part IV (2009)
- With Us Until Youre Dead (2012)
- Axiom (2014)
- Restriction (2015)
- The False Foundation (2016)
- Call To Arms and Angels (2022)

Саундтреки
- Michel Vaillant by Archive (саундтрек із Michel Vaillant) (2003)

Живі альбоми
- Live at Paris/France Inter (2002)
- Unplugged (2005)
- Live for 3 nights at Le Nuits Botanique Festival - Brussels May 2005 (2005, промо)
- Live at the Zenith (2007)
- Live at La Géode (продаваний лише через French FNAC) (2010)
- Live 2010 Ancienne Belgique, Brussels 17th January 2010 (продаваний лише на ConcertLive.com) (2010)
- Live 2010 Le Zenith, Paris 23rd January 2010 (продаваний лише на ConcertLive.com) (2010)

Живі DVD
- Live at the Zenith (deluxe package) (2007)
- Live in Athens (продаваний на PledgeMusic.com) (2011)

Міні-альбоми
- The Absurd EP (2002)

Синґли
- Londinium (1996)
- So Few Words (1996)
- You Make Me Feel (1999)
- The Way You Love Me (1999)
- Take My Head (1999, промо)
- Cloud in the Sky (2000)
- Again (2001/2002)
- Numb (2002)
- Goodbye (2002, промо)
- Men Like You/Meon (2003)
- Friend (2003)
- Get Out (2004)
- Fuck U (2004, промо)
- Sleep (2004, промо)
- Live at the Ancienne Belgique — "Pulse"/"Numb" (2005, промо)
- System (2006, промо)
- Fold (2006, промо)
- Sane (2006, промо)
- Bullets (2009)
- Kings of Speed (2009, промо)
- The Empty Bottle (2009)
- Lines (2009, промо)